# Mortimer Zuckerman
Mortimer Benjamin "Mort" Zuckerman (4 de junio de 1937, Montreal, Quebec, Canadá) es un editor de revista, publicista y multimillonario de bienes raíces. Es ciudadano naturalizado de Estados Unidos.
En 2008 fue el 147.º ciudadano estadounidense más rico, y en 2007 fue el 188vo. por la revista Forbes. En 2006 fue 382vo. El incremento se debió a la venta en 2007 de "5 Times Square" y "280 Park Avenue" en Nueva York, los cuales sumaron 2.500 millones de dólares para su compañía, Boston Properties, Inc..
Ha sido el publicista/dueño del New York Daily News desde 1993, y desde 2007 el redactor jefe de U.S. News & World Report. Cofundó Boston Properties, Inc. en 1970. Es presidente de la junta y director.

## Educación
Zuckerman se matriculó en la Universidad Mc.Gill a los 16 años. Se graduó en McGill con un B.A. en 1957 y un B.C.L. en 1961, aunque nunca hizo un examen de acreditación. Ese mismo año entró en la Wharton School de la Universidad de Pensilvania, donde ganó un M.B.A. con honores. Recibió un L.L.M. de la Universidad de Harvard en 1962.

## Vida personal
Zuckerman se casó con Marla Prather, una restauradora del "National Gallery of Art", en 1996. Tuvieron una hija, Abigail, en 1997, y se divorciaron en 2001. (enlace roto disponible en Internet Archive; véase el historial, la primera versión y la última).
El 19 de diciembre de 2008, nació la segunda hija de Zuckerman, Renée Esther; la madre no fue identificada. El nacimiento fue anunciado en una columna del Daily News el 23 de diciembre de 2008.
Tiene casas en Nueva York, East Hampton y Aspen, Colorado. También mantiene un yate Oceanco 166 pies, el "Lazy Z.". Anteriormente poseía un avión Falcon 900, pero ha adquirido recientemente un Gulfstream G550.

## Vida profesional
Después de graduarse, Zuckerman se mantuvo en la Harvard Business School como profesor asociado durante nueve años. También enseñó en la Universidad de Yale. Pasó siete años en la firma de bienes raíces Cabot, Cabot & Forbes, donde ascendió a la posición de "Senior Vice President" y "Chief Financial Officer".
En 1980 compró la revista literaria The Atlantic Monthly, de la que fue presidente de 1980 a 1999. En 1999 vendió la revista a David G. Bradley por  12 millones de dólares. Comentando sobre esta venta y la de la revista Fast Company, que vendió por 365 millones a la altura del boom de la tecnología en 2000, bromeó, "yo promedié".
Mientras todavía era dueño de Atlantic Monthly, en 1984, Mortimer Zuckerman compró U.S. News & World Report, en la que permanece como su redactor jefe.

## Comentarista político
Además de su publicación y los intereses inmobiliarios, Zuckerman también habitual comentarista sobre asuntos mundiales, tanto como editorialista y en la televisión. Se presenta regularmente en MSNBC y el Grupo McLaughlin, y escribe columnas para U.S. News & World Report y el New York Daily News.
Desde finales de 1970, Zuckerman ha donado más de 68.000 dólares estadounidenses a los candidatos políticos, con 42.700 dólares van a los políticos demócratas y 24.000 dólares a los intereses independientes.

## Causas judías
Zuckerman es también un activo defensor de las causas judías israelíes e internacionales. Entre 2001 y 2003, Zuckerman fue el presidente de la Conferencia de Presidentes de las Principales Organizaciones Judías Americanas. Por lo general, el comité de nominaciones suele elegir a una persona respetada y no controvertida. Sin embargo, Zuckerman fue ampliamente rechazado por las facciones liberales judías. Sin embargo, Zuckerman fue finalmente elegido y sirvió un período completo.
En su documento de 2006 El lobby de Israel y la política exterior de EE. UU., John Mearsheimer, profesor de ciencias políticas en la Universidad de Chicago, y Stephen Walt, decano académico de la Escuela de Gobierno Kennedy de la Universidad de Harvard, nombró a Zuckerman como miembro de la división de medios del "lobby israelí" en los Estados Unidos. Zuckerman respondió: "Sólo quiero decir esto: los alegatos de esta influencia desproporcionada de la comunidad judía me recuerda a la de un hombre de 92 años de edad en una demanda de paternidad. El dijo que estaba tan orgulloso, se declaró culpable."

## Nombramientos y asociaciones
Zuckerman es miembro de la Junta de Síndicos de varias instituciones educativas y privadas como la Universidad de Nueva York, el Aspen Institute, Memorial Sloan-Kettering Cancer Center, el "Hole in the Wall Gang Fund and the Center for Communications". Él es un miembro de la Selección Nacional del Consejo Consultivo JPMorgan, el Consejo de Relaciones Exteriores, el Instituto Washington para Política del Cercano Oriente, y el Instituto Internacional de Estudios Estratégicos. Se desempeñó como presidente de la Junta de Síndicos del Dana-Farber Cancer Institute de Boston.
Zuckerman es conocido por ser un mentor y estrecho colaborador de Daniel M. Snyder, propietario del equipo de fútbol americano Washington Redskins. Él ha sido un apoyo financiero a proyectos empresariales de Snyder (revista CampusUSA) [14], y era accionista y director de Snyder Communications Inc., una empresa de servicios de marketing que se hizo cargo en 2000 por Havas Advertising.

## Escándalo de inversiones con Bernard Madoff
Zuckerman es uno de los inversionistas defraudados en un "Esquema Ponzi", por medio de inversiones con el presidente de Fifth Avenue Synagogue, J. Ezra Merkin, que apostaban alrededor del 10% ($ 30 millones de euros) del fondo de fideicomiso de caridad de Zuckerman con el estafador condenado Bernard Madoff. Zuckerman ha declarado que todas las obligaciones actuales de caridad todavía serán honoríficadas sin cambios. En un foro en el Instituto YIVO de Investigación Judía de Nueva York, Zuckerman señaló que nadie desde que Julius y Ethel Rosenberg, ejecutados en 1953 por la concesión de secretos atómicos a la Unión Soviética ", tiene tan dañada la imagen y el respeto propio de los judíos estadounidenses. "  (enlace roto disponible en Internet Archive; véase el historial, la primera versión y la última).
El 6 de abril de 2009, Zuckerman, presidente de Boston Properties, Inc. y editor del New York Daily News, presentó una demanda contra J. Ezra Merkin y su Gabriel Capital LP. La demanda sostiene que el fraude y la representación negligente y busca daños sin especificar sanciones. Merkin tenía "un enorme incentivo para no revelar el papel de Madoff, especialmente a los inversores como Zuckerman," porque los clientes acusaron "honorarios sustanciales" para gestionar tanto Ascot Partners LP y Gabriel Capital. La demanda alega más de $ 40 millones en pérdidas para colocar sus activos con Bernard L. Madoff Valores Investment LLC sin su conocimiento. Zuckerman, invirtió US $ 25 millones con el Fondo de Ascot Merkin en 2006 a través de su "Charitable Remainder Trust", o CRT Investments Limited, y personalmente invirtió $ 15 millones con Gabriel Merkin Capital. Merkin cargo a Zuckerman un 1,5% de honorarios y le impuso "lock-up restricciones sobre amortizaciones", pero su acuerdo con Gabriel Capital contiene una cláusula de arbitraje contra Merkin por su inversión personal pérdida de 15 millones dólares. La demanda también nombra la firma contable BDO Seidman LLP, y una entidad relacionada con el llamado BDO Tortuga, como acusados.
El caso es CRT Investments Ltd. v. J. Ezra Merkin, 601052/2009, presentada en la Corte Suprema del Estado de Nueva York (Manhattan).